# Episodi di Hemlock Grove (seconda stagione)
La seconda stagione della serie televisiva Hemlock Grove, composta di 10 episodi, è stata interamente resa disponibile sul servizio di streaming on demand Netflix l'11 luglio 2014.
In Italia la stagione verrà resa disponibile sul servizio streaming on demand Netflix.
| nº | Titolo originale                           | Titolo italiano | Pubblicazione USA | Prima TV Italia |
| -- | ------------------------------------------ | --------------- | ----------------- | --------------- |
| 1  | Blood Pressure                             |                 | 11 luglio 2014    |                 |
| 2  | Gone Sis                                   |                 | 11 luglio 2014    |                 |
| 3  | Luna Rea                                   |                 | 11 luglio 2014    |                 |
| 4  | Bodily Fluids                              |                 | 11 luglio 2014    |                 |
| 5  | Hemlock Diego's Policy Player's Dream Book |                 | 11 luglio 2014    |                 |
| 6  | Such Dire Stuff                            |                 | 11 luglio 2014    |                 |
| 7  | Lost Generation                            |                 | 11 luglio 2014    |                 |
| 8  | Unicorn                                    |                 | 11 luglio 2014    |                 |
| 9  | Tintypes                                   |                 | 11 luglio 2014    |                 |
| 10 | Demons and the Dogstar                     |                 | 11 luglio 2014    |                 |

## Blood Pressure
- Titolo originale: Blood Pressure
- Diretto da: Spencer Susser
- Scritto da: Evan Dunsky